# Anguilla dieffenbachii
Cá chình vây dài New Zealand (tên khoa học Anguilla dieffenbachii) là một loài cá chình nước ngọt đặc hữu của New Zealand. Đây là loài cá chình nước ngọt lớn nhất ở New Zealand và là loài cá chình đặc hữu duy nhất - các loài cá chình khác được tìm thấy ở New Zealand là cá chình vây ngắn (Anguilla australis) và cá chình đốm vây dài (Anguilla rehardtii) cũng được tìm thấy ở Úc trong tự nhiên.
Cá chình vây dài sống hầu hết vòng đời trong nước ngọt, nhưng chúng di cư đến Thái Bình Dương gần Tonga để sinh sản vào cuối vòng đời. Chúng là loài cá chình vượt nước giỏi, vì vậy chúng có thể được tìm thấy ở các suối và hồ nằm sâu trong đất liền.
Cá chình vây dài là một nguồn thức ăn truyền thống quan trọng của người Māori. Mặc dù ngày nay, chúng đang bị đe dọa và suy giảm số lượng nghiêm trọng nhưng vẫn được đánh bắt thương mại.

## Mô tả
Cách dễ nhất để nhận biết cá chình vây dài là độ dài các vây của nó: vây lưng (trên cùng) dài khoảng 2/3 chiều dài cơ thể và bắt đầu xa hơn đáng kể về phía đầu so với vây hậu môn (dưới). Ở cá chình vây ngắn, các vây này có chiều dài gần tương tự nhau. Miệng cá kéo dài qua khỏi vị trí mắt, xa hơn vio5 trí của miệng cá chình vây ngắn.
Cá chình cái lớn hơn và sống lâu hơn cá đực. Cá đực có kích thước trung bình 66,6 cm nhưng có thể đạt đến 73,5  cm chiều dài, và tuổi thọ trung bình khoảng 23 tuổi (12–35 tuổi). Con cái lớn hơn đáng kể, dao động từ 73–156 cm, với chiều dài trung bình là 115 cm. Con cái đạt độ tuổi từ 20 đến 60 năm trước khi di cư ra biển để sinh sản. Cá chình vây dài ở Đảo Bắc di cư ở độ tuổi trẻ hơn và do đó có thời gian phát triển thế hệ nhanh hơn.
Việc xác định giới tính cá chính vây dài rất khó vì cơ quan sinh dục của chúng không được xác định cho đến khi chúng đạt đến kích thước trên cm. Phương pháp duy nhất để xác định giới tính cá chình vây dài là thông qua kiểm tra bên trong và chỉ trở nên dễ dàng phân biệt khi cá chình trưởng thành và di cư.

## Vòng đời
Giống như các thành viên khác của cá chình nước ngọt, cá chình vây dài có vòng đời khá bất thường: chúng phát triển, trưởng thành trong môi trường nước ngọt, sau đó di chuyển ra biển để sinh sản. Đây là một tập tính catadromous của một số loài cá  cũng như tập tính giao phối ngẫu nhiên, hay còn gọi là panmictic.
Cá chình vây dài New Zealand là loài cá sống rất lâu, với kỷ lục cá cái đạt 106 tuổi và nặng tới 24 kg. Chúng có tốc độ tăng trưởng chậm nhất trong số các loài cá chình được nghiên cứu, chỉ 1–2 cm một năm.

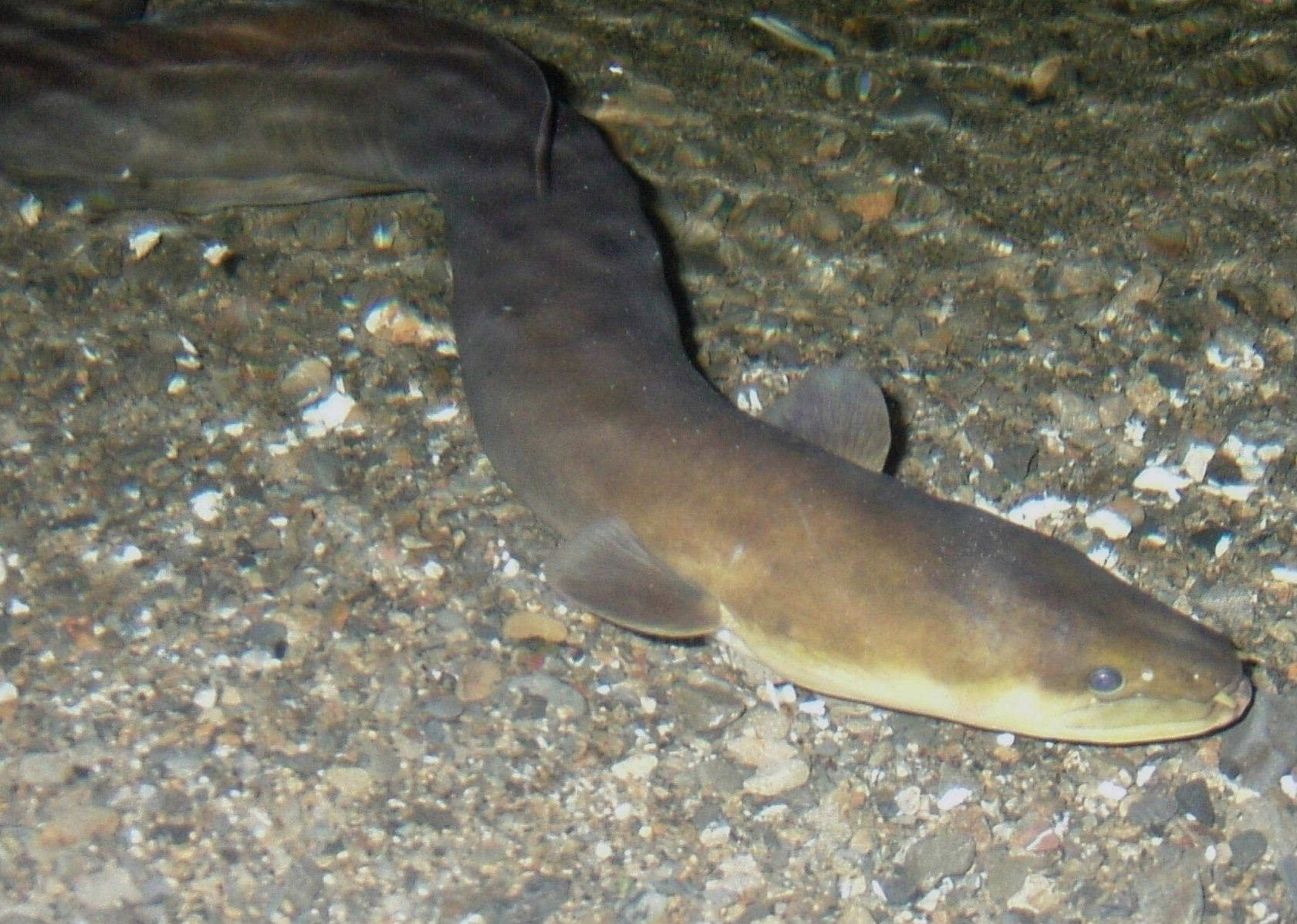
Cá chình vây dài nhìn thấy trên sông vào ban đêm ở Dãy núi Tararua

Vòng đời của cá chình vây dài giống như các loài cá chình khác. Chúng khá phức tạp, bao gồm bốn giai đoạn sống riêng biệt, điều này vẫn là một bí ẩn trong nhiều thập kỷ và vẫn chưa được hiểu đầy đủ.
Cá chính vây dài New Zealand chỉ sinh sản một lần vào cuối vòng đời. Chúng phải thực hiện một hành trình dài hàng nghìn km từ New Zealand đến bãi đẻ của chúng gần Tonga. Trứng của chúng (trong đó mỗi con cá chình cái sinh ra từ 1 đến 20 triệu con ) được thụ tinh theo cách thức không xác định, nhưng có thể là ở vùng nước sâu nhiệt đới. Những con trưởng thành không lâu sau khi sinh sản, trứng của chúng nổi lên mặt nước để nở thành ấu trùng giống lá rất dẹt (gọi là leptocephalus), sau đó trôi theo các dòng hải lưu lớn trở về New Zealand. Sự trôi dạt này được cho là mất tới 15 tháng. Không có nhiều ghi chép về trứng hoặc ấu trùng của loài cá này. Khi đến New Zealand, ấu trùng trải qua một quá trình biến đổi (biến thái) thành cá thủy tinh, với thân hình giống như khi trưởng thành (nhưng nhỏ hơn) trong suốt. Chúng sinh sống ở các cửa sông trong năm đầu tiên của vòng đời, trong thời gian đó, phát triển màu sắc và trở nên giống như những con trưởng thành nhỏ. Sau đó, chúng sẽ di cư ngược dòng, đến nơi mà chúng sẽ phát triển thành những con trưởng thành.
Việc chọn lọc cá chình thủy tinh vào mạng lưới sông nước ngọt của New Zealand là một quá trình rất hay biến đổi, được cho là bị ảnh hưởng bởi El Niño và La Niña. Đây là nguyên nhân chính dẫn đến sự thất bại của nghề nuôi cá chình vây dài trong thập niên 1970.

## Chế độ ăn
Cá chình vây dài có chế độ ăn tạp và là loài kiếm ăn cơ hội. Chế độ ăn của chúng khi còn nhỏ chủ yếu bao gồm ấu trùng côn trùng. Khi chúng trở nên lớn hơn, chúng cũng ăn nhiều cá, bao gồm cả cá ngân hà và cá hồi. Có báo cáo về những con cá chình vây dài cũng ăn cả những loài thủy cầm.